# Бероунка
Бероунка (чеш. Berounka) је река у западној Чешкој. Дуга 136 km, настаје спајањем река Ухлава, Услава, Мже и Радбуза код Плзења. У Влтаву се улива у јужном делу Прага.
Значајни градови на току Бероунке су: Плзењ, Бероун (река је добила име по овом граду), Карлштејн и Праг. У централном делу тока реке, налази се Кривоклатско, једани од највећих шума у Чешкој.